# Sayonara (banda)
Banda Sayonara é uma banda brasileira fundada em 12 de agosto de 1960 na cidade de Belém, Pará. Considerada uma das bandas mais populares da região, tornou-se conhecida por diversas canções de sucesso, como "Quem Não Te Quer Sou Eu", "Declaração de Amor", "Tarde Demais", "O Sonho Acabou", "Raio de Luz", "Desejos", "Solidão", "Beat Sayonara" e "Meu Amor é Todo Seu".
O grupo teve início de maneira informal na Igreja São Raimundo, no bairro do Telégrafo. Ao longo de mais de cinco décadas, diversos músicos passaram pela banda. O primeiro vocalista e guitarrista, Luciano Bastos, atualmente atua como empresário do grupo.
A Banda Sayonara continua em atividade e mantém uma forte presença no cenário musical paraense.

## Discografia
- De Volta aos Anos 60 (1991)
- De Volta aos Anos 60, Volume 2 (1993)
- I Love You (1994)
- O Baile (1996)
- O Baile 2 (1997)
- O Baile 3 (1998)
- As Melhores Nacionais (1999)
- As Melhores Internacionais (1999)
- Beat Sayonara (2000)
- Raio de Luz (2001)
- Momentos e Lembranças (2002)
- Amor Caliente (2003)
- Sayonara 45 Graus (2004)
- Banda Sayonara Ao Vivo (2005)
- Momentos e Lembranças 2 (2006)
- Sayonara Entre Amigos (2007)
- Perfil Duplo (2008)
- Viva a Vida - 50 Anos (2010)
- Coração Apaixonado(2012)